# Dieter Hoelzer
Fritz Dieter Hoelzer (* 30. März 1939 in Dresden) ist ein deutscher Hämatologe und Onkologe.

## Leben und Wirken
Dieter Hoelzer ist der Sohn des Buchhalters Fritz Hoelzer und dessen Ehefrau Elisabeth Hoelzer, geb. Körbach. Er besuchte in Dresden zunächst die Volksschule und bis zum Abitur im Jahr 1957 die Oberschule. Ab 1958 studierte er Medizin an der Westfälischen Wilhelms-Universität Münster, wo er sowohl die naturwissenschaftliche Vorprüfung als auch das Physikum ablegte. Es schlossen sich klinische Semester an der Universität München, der Universität Wien und der Universität Freiburg, wo er 1964 Studium der Humanmedizin mit dem Medizinischen Staatsexamen beendete.
Anschließend war er Medizinalpraktikant an der Chirurgischen Klinik Dr. Rinecker in München sowie in Freiburg an der Universitäts-Frauenklinik, der Medizinischen Klinik und der Universitäts-Kinderklinik. 1967 wurde er Assistent am Freiburger Institut für Strahlenhämatologie.
1968 leistete er den Wehrdienst und arbeitete anschließend von 1969 bis 1973 als Assistent an der Abteilung für klinische Physiologie der Universität Ulm auf dem Gebiet der Hämatologie. In diesem Zeitraum wurde er mit der Arbeit Die Elektromyographie als Beitrag zur Differentialdiagnose neuromuskulärer Erkrankungen im Kindesalter 1971 an der Universität Freiburg zum Dr. med. promoviert; sein Referent war Robert Beckmann.
1972 hielt Hoelzer sich zu Forschungszwecken in Long Island auf. 1973 legte er der Abteilung für Klinische Physiologie des Zentrums für Klinische Grundlagenforschung an der Universität Ulm seine erste Habilitationsschrift vor, die sich bereits mit dem Schwerpunkt seines weiteren medizinischen Betätigungsfeldes befasste, der Hämatologie und der Onkologie. Seine weitere Beschäftigung an der Universitätsklinik Ulm, Fachbereich Innere Medizin von 1974 bis 1984 wurde unterbrochen durch eine wissenschaftliche Tätigkeit in Sydney (1975).
Seit 1978 war er zudem Facharzt für Innere Medizin. In diesem Fachbereich legte er auch 1979 seine zweite Habilitationsschrift vor. 1984 wechselte Hoelzer an die Goethe-Universität Frankfurt am Main, wo er bis 2007 der Abteilung für Hämatologie, Onkologie, Rheumatologie, Infektiologie und AIDS als Direktor vorstand. Nach seinem Ausscheiden praktizierte er gemeinsam mit der Privat-Dozentin an der Universitätsklinik Frankfurt, Angelika Böhme am Frankfurter Onkologikum.
Seit 1978 ist Hoelzer Leiter der Klinischen ALL-Studie, der 120 Kliniken angeschlossen sind. Von 1982 bis 1984 war er Sprecher des Sonderforschungsbereichs „Zellsystemphysiologie“ an der Universität Ulm. Von 1989 bis 1995 war er Sprecher des AIDS-Forschungsschwerpunktes und von 1992 bis 1997 Sprecher der Klinischen Forschergruppe „Regulation der Proliferation und Differenzierung hämopoetischer Stammzellen“ am Universitätsklinikum in Frankfurt am Main.

## Auszeichnungen
- 1989: Deutscher Krebspreis (klinischer Teil, Gruppenpreis, zusammen mit Eckhard Thiel), ebenfalls ausgezeichnet wurden Manfred F. Rajewsky (experimenteller Teil) und Klaus Havemann (klinischer Teil)
- 1996/1997: Wissenschaftspreis der Johann-Georg-Zimmermann-Medaille[4]
- 1998: Deutsche Krebshilfe Preis[5]
- 2005: Großes Verdienstkreuz der Bundesrepublik Deutschland[6]
- 2008: Ehrenmitglied der Deutschen Gesellschaft für Hämatologie und Medizinische Onkologie[7]
- 2010: Ehrendoktor der Universität Athen[2]
- 2014: Ehrenmitglied der Deutschen Gesellschaft für Innere Medizin[8]
- 2017: Mechtild-Harf-Wissenschaftspreis der Deutschen Knochenmarkspenderdatei DKMS[9]

## Veröffentlichungen (Auswahl)
- Die Elektromyographie als Beitrag zur Differentialdiagnose neuromuskulärer Erkrankungen im Kindesalter. Dissertation, Freiburg im Breisgau 1971.
- Das Versagen der normalen Hämopoese bei akuten Leukämien. (klinische und experimentelle Untersuchungen). Habilitationsschrift, Ulm 1973.
- als Hrsg. mit Robert Peter Gale: Acute Lymphoblastic Leukaemia. John Wiley & Sons Inc., 1990, ISBN 978-0-471-56719-6.
- mit V. A. Hoffbrand, J. E. Pettit: Roche Grundkurs Hämatologie mit 113 Tabellen. Blackwell Wissenschaftsverlag, Wien 1997, ISBN 978-3-89412-220-1.
- als Hrsg. mit J. Fleischer, W. Hiddemann: Therapie der Leukämien und Lymphome – Schwerpunkt Zytokine. Karger Verlag, 1998, ISBN 978-3-8055-6571-4.
- mit Gernot Seipelt. Angelika Böhme: Leukämietherapie. UNI-MED-Verlag, Bremen / London / Boston 2004, ISBN 3-89599-585-1.
- mit Martin Schrappe, Nicola Gökbuget: Akute lymphatische Leukämie bei Erwachsenen und Kindern. In: Die Onkologie. (Hrsg. W. Hiddemann, C. Bartram),  Springer, Berlin/Heidelberg, S. 1672–1702, ISBN 978-3-540-79724-1.
- mit Robert Peter Gale: Professor Theodor Fliedner and the Atomic Hematologists. In: The Hematologists – ASH News and Reports. Band 13, 2016, Nr. 2, S. 1–5.